# Фінал кубка Англії з футболу 1938
Фінал кубка Англії з футболу 1938 — 63-й фінал найстарішого футбольного кубка у світі. Учасниками фіналу були «Престон Норт-Енд» і «Гаддерсфілд Таун». Володарем кубкового трофею став «Престон Норт-Енд».

## Шлях до фіналу
| «Престон Норт-Енд» | «Престон Норт-Енд» | «Престон Норт-Енд»       | Раунд           | «Гаддерсфілд Таун» | «Гаддерсфілд Таун» | «Гаддерсфілд Таун»                      |
| ------------------ | ------------------ | ------------------------ | --------------- | ------------------ | ------------------ | --------------------------------------- |
| Суперник           | Результат          | Матчі                    |                 | Суперник           | Результат          | Матчі                                   |
| «Вест Гем Юнайтед» | 3—0                | 3—0 вдома                | Третій раунд    | «Галл Сіті»        | 3—1                | 3—1 вдома                               |
| «Лестер Сіті»      | 2—0                | 2—0 вдома                | Четвертий раунд | «Ноттс Каунті»     | 1—0                | 1—0 вдома                               |
| «Арсенал»          | 1—0                | 1—0 на виїзді            | П'ятий раунд    | «Ліверпуль»        | 1—0                | 1—0 на виїзді                           |
| «Брентфорд»        | 3—0                | 3—0 на виїзді            | Шостий раунд    | «Йорк Сіті»        | 2—1                | 0—0 на виїзді, 2—1 вдома (перегравання) |
| «Астон Вілла»      | 2—1                | 2—1 на нейтральному полі | 1/2 фіналу      | «Сандерленд»       | 3—1                | 3—1 на нейтральному полі                |

## Матч
| 30 квітня 1938 |

| Престон Норт-Енд | 1:0 дч   | Гаддерсфілд Таун |
| ---------------- | -------- | ---------------- |
| Матч 119' (пен.) | Протокол |                  |

| Вемблі, Лондон Глядачів: 93 497 Арбітр: Джиммі Джевелл |

|  |  |

|                  |  |                  |  |
|                  |  |                  |  |
| В                |  | Джордж Голдкрофт |  |
| З                |  | Енді Бітті       |  |
| З                |  | Френк Галлімоур  |  |
| ПЗ               |  | Боб Бейті        |  |
| ПЗ               |  | Том Сміт (к)     |  |
| ПЗ               |  | Білл Шенклі      |  |
| Н                |  | Г'ю О'Доннелл    |  |
| Н                |  | Боббі Бітті      |  |
| Н                |  | Буд Максвелл     |  |
| Н                |  | Джордж Матч      |  |
| Н                |  | Дікі Ватмауф     |  |
| Головний тренер: |  |                  |  |
| Джеймс Тейлор    |  |                  |  |

|                  |  |                 |  |
|                  |  |                 |  |
| В                |  | Боб Гесфорд     |  |
| З                |  | Рег Маунтфорд   |  |
| З                |  | Бенні Крейг     |  |
| ПЗ               |  | Едді Бут        |  |
| ПЗ               |  | Альф Янг (к)    |  |
| ПЗ               |  | Кен Віллінгем   |  |
| Н                |  | Пет Бізлі       |  |
| Н                |  | Боббі Барклі    |  |
| Н                |  | Віллі Макфедьєн |  |
| Н                |  | Джиммі Ісаак    |  |
| Н                |  | Джо Галм        |  |
| Головний тренер: |  |                 |  |
| Клем Стівенсон   |  |                 |  |